# Dolicharthria paediusalis
Dolicharthria paediusalis là một loài bướm đêm trong họ Crambidae.